# 市が尾駅
市が尾駅（いちがおえき）は、神奈川県横浜市青葉区市ケ尾町にある、東急電鉄田園都市線の駅である。駅番号はDT18。青葉区役所の最寄駅である。

## 歴史
- 1966年（昭和41年）4月1日：田園都市線溝の口 - 長津田間延伸時に開設[1]。
- 1979年（昭和54年）6月：橋上駅舎化され、自由通路新設[1]。
- 2015年（平成27年）4月1日：東口駅ビル計画に伴い、東口を改修。同時に駅直結型商業ビル「エトモ 市が尾」もオープン。
- 2017年（平成29年）
  - 9月21日：2番線にホームドア新設。
  - 10月29日：2番線ホームドア使用開始。
  - 11月19日：1番線にホームドア新設。
  - 12月24日：1番線ホームドア使用開始。

### 駅名の由来
地名から取ったものである。なお地名は「市ケ尾」だが、駅名は「市が尾」である。これは、駅開業前の1966年（昭和41年）1月に東急線の駅名のうち当用漢字（現・常用漢字）にない文字や片仮名による地名を平仮名へ代えたもので、「ヶ」・「ノ」を「が」・「の」へ改めたことによる。

## 駅構造
相対式ホーム2面2線を有する地上駅。橋上駅舎を備える。当駅は丘陵の斜面を切り崩して建設したものであるため、西口は路面との段差が少なくなっている。江田駅寄り駅上部は人工路盤で覆われており、バスターミナルとなっている。
トイレは改札内コンコースに1か所あり、多機能トイレも併設されている。また、東口にも自治体管理のトイレがあり、車椅子使用が可能。
駅構内では、人身事故対策のためスピーカーよりBGMが流れている（田園都市線内ではあざみ野駅・江田駅でも流れている）。

### のりば
| 番線 | 路線       | 方向 | 行先                                     |
| ---- | ---------- | ---- | ---------------------------------------- |
| 1    | 田園都市線 | 下り | 長津田・中央林間方面                     |
| 2    | 田園都市線 | 上り | 渋谷・押上〈スカイツリー前〉・春日部方面 |

### 設備
階段・エスカレーター・エレベーター
待合室
バリアフリー対応
- ワイド改札口（1か所）

その他
- 自動体外式除細動器（AED）
- toks（改札外）
- 横浜市立図書館返却ポスト（改札外）
- しぶそば（改札外）
- 京樽（改札外）

エトモ内
- 大戸屋
- ザ・ダイソー
- ドトールコーヒー
- サンジェルマン
- 東急ストア：東急バラエティストアが2007年（平成19年）1月26日閉店後、同年2月22日開店。

かつてあった施設
- ミスターミニット（改札外）：かつて、喫茶店アートコーヒーがあった場所に開店していた
- QBハウス（改札外）：東口にあったが、2013年（平成25年）3月より西友の薬局があった場所へ移動。現在跡地には、市が尾駅前交番がある（駅ビル工事に伴う移設）。

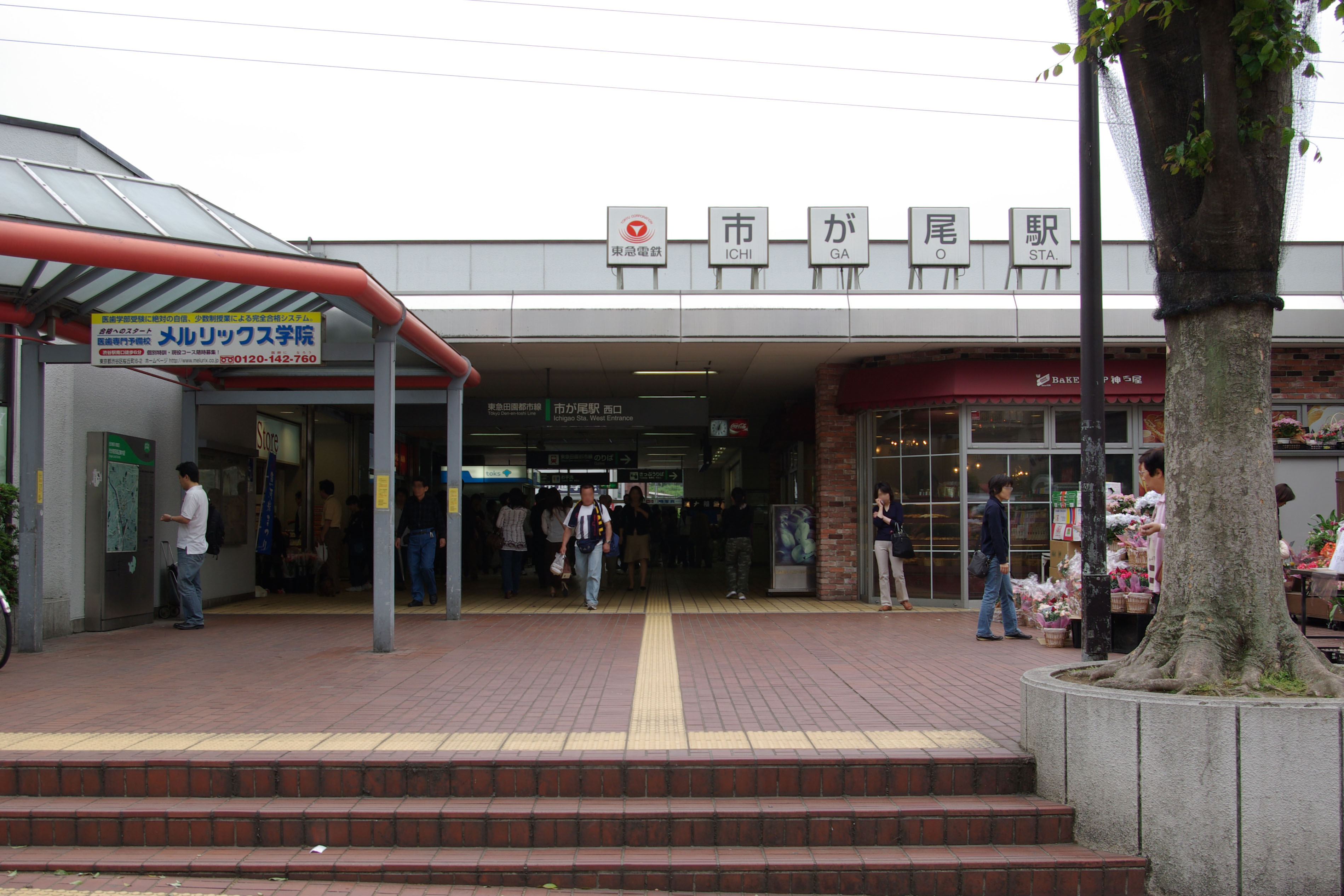
西口（2007年5月）
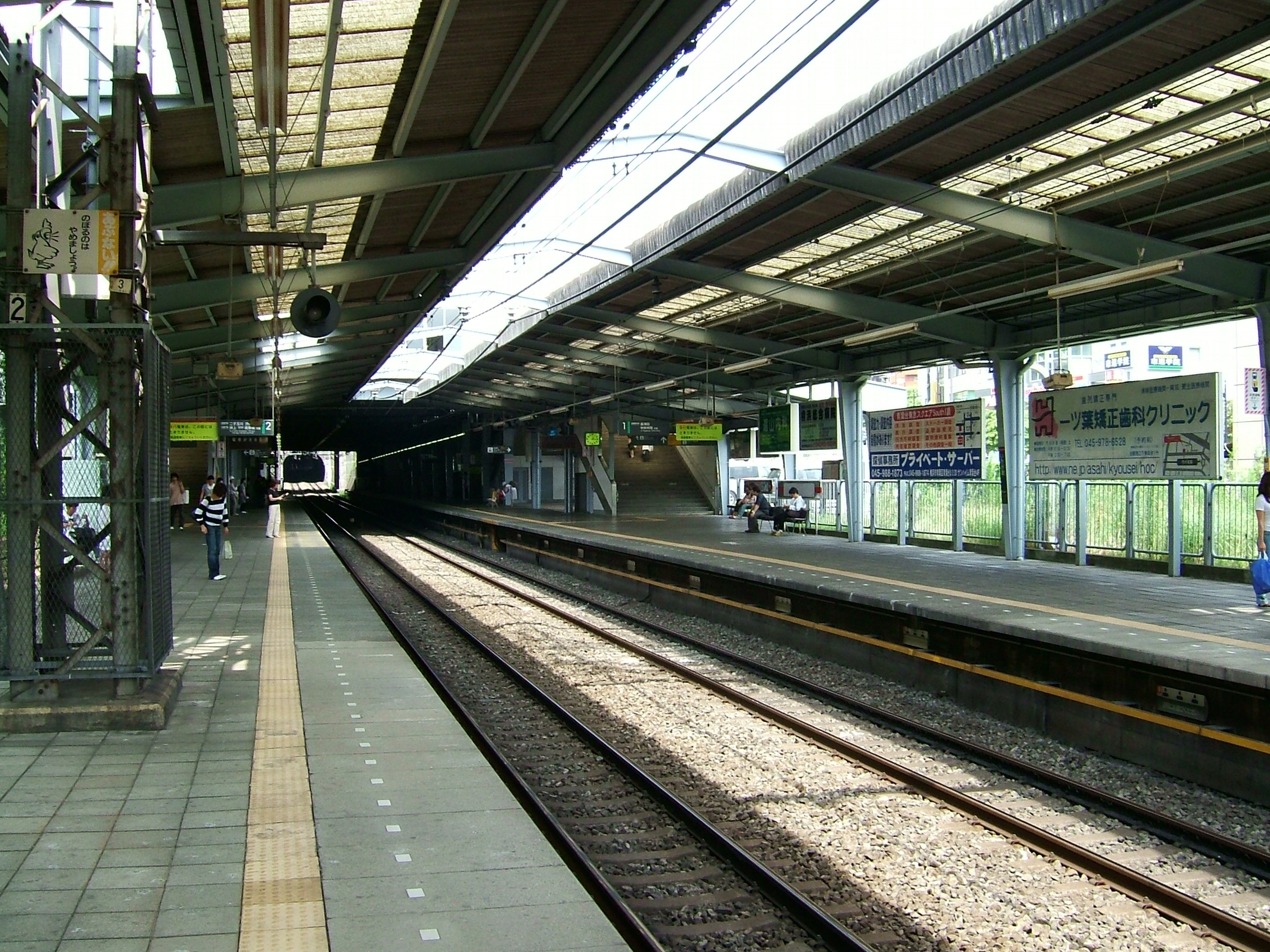
ホーム（2004年8月）
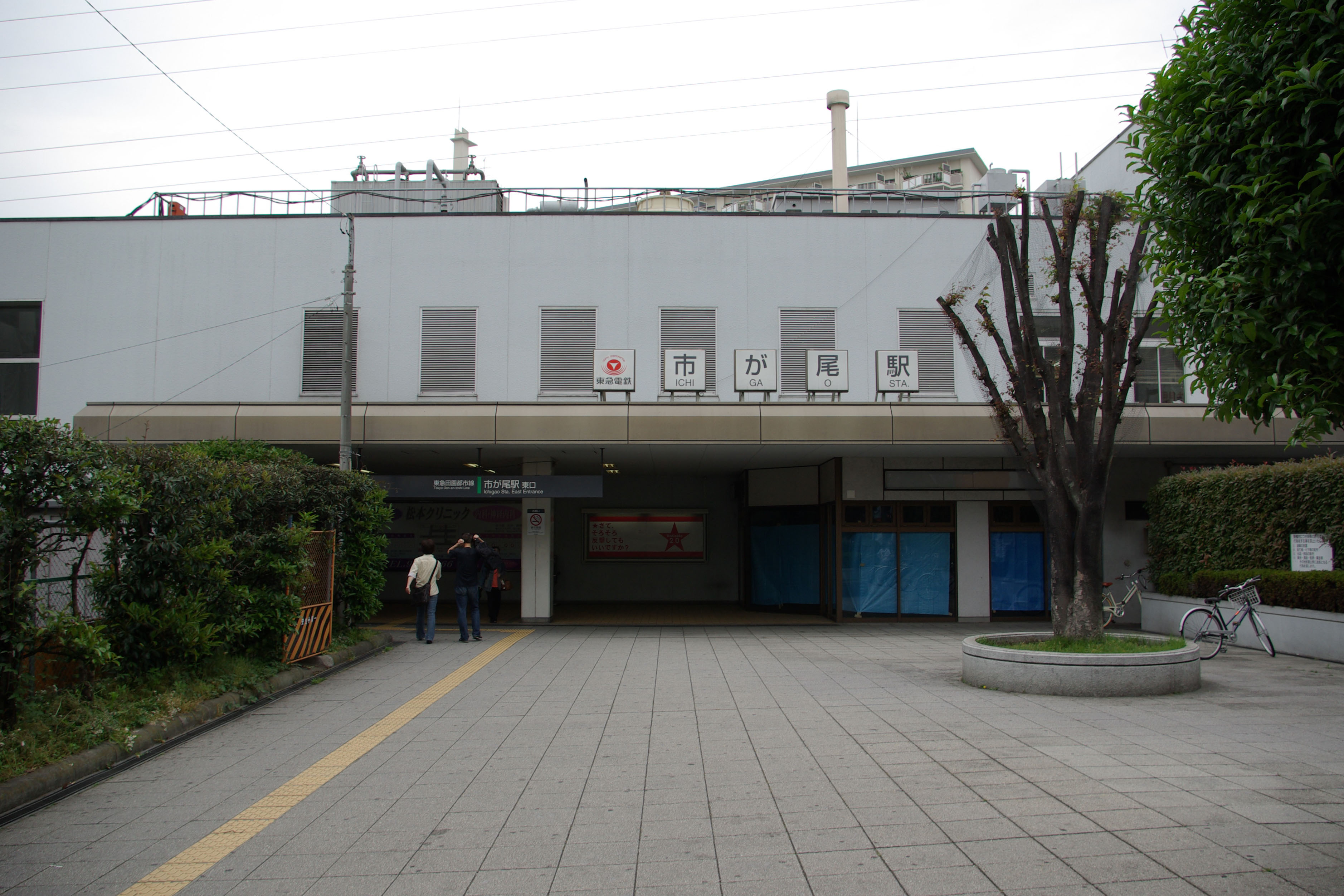
東口旧駅舎（2007年5月）

## 利用状況
2024年度（令和6年度）の1日平均乗降人員は38,633人である。
近年の1日平均乗降・乗車人員の推移は以下の通り。
| 年度               | 1日平均 乗降人員 | 1日平均 乗車人員 | 出典     |
| ------------------ | ---------------- | ---------------- | -------- |
| 1980年（昭和55年） |                  | 14,449           |          |
| 1981年（昭和56年） |                  | 15,159           |          |
| 1982年（昭和57年） |                  | 15,762           |          |
| 1983年（昭和58年） |                  | 16,866           |          |
| 1984年（昭和59年） |                  | 18,175           |          |
| 1985年（昭和60年） |                  | 19,071           |          |
| 1986年（昭和61年） |                  | 20,405           |          |
| 1987年（昭和62年） |                  | 21,964           |          |
| 1988年（昭和63年） |                  | 23,370           |          |
| 1989年（平成元年） |                  | 24,022           |          |
| 1990年（平成02年） |                  | 24,792           |          |
| 1991年（平成03年） |                  | 25,456           |          |
| 1992年（平成04年） |                  | 25,240           |          |
| 1993年（平成05年） |                  | 24,636           |          |
| 1994年（平成06年） |                  | 24,332           |          |
| 1995年（平成07年） |                  | 24,227           | [ * 1 ]  |
| 1996年（平成08年） |                  | 23,914           |          |
| 1997年（平成09年） |                  | 23,568           |          |
| 1998年（平成10年） |                  | 23,095           | [ * 2 ]  |
| 1999年（平成11年） |                  | 22,785           | [ * 3 ]  |
| 2000年（平成12年） |                  | 22,778           | [ * 3 ]  |
| 2001年（平成13年） |                  | 22,686           | [ * 4 ]  |
| 2002年（平成14年） | 44,069           | 22,287           | [ * 5 ]  |
| 2003年（平成15年） | 43,886           | 22,129           | [ * 6 ]  |
| 2004年（平成16年） | 43,756           | 22,088           | [ * 7 ]  |
| 2005年（平成17年） | 44,497           | 22,343           | [ * 8 ]  |
| 2006年（平成18年） | 45,315           | 22,742           | [ * 9 ]  |
| 2007年（平成19年） | 46,113           | 23,212           | [ * 10 ] |
| 2008年（平成20年） | 43,890           | 22,215           | [ * 11 ] |
| 2009年（平成21年） | 43,638           | 21,861           | [ * 12 ] |
| 2010年（平成22年） | 43,181           | 21,640           | [ * 13 ] |
| 2011年（平成23年） | 42,763           | 21,429           | [ * 14 ] |
| 2012年（平成24年） | 42,978           | 21,535           | [ * 15 ] |
| 2013年（平成25年） | 43,548           | 21,811           | [ * 16 ] |
| 2014年（平成26年） | 43,001           | 21,528           | [ * 17 ] |
| 2015年（平成27年） | 44,121           | 22,093           | [ * 18 ] |
| 2016年（平成28年） | 44,338           | 22,202           | [ * 19 ] |
| 2017年（平成29年） | 44,170           | 22,126           | [ * 20 ] |
| 2018年（平成30年） | 44,373           | 22,219           | [ * 21 ] |
| 2019年（令和元年） | 43,403           | 21,724           |          |
| 2020年（令和02年） | 32,024           |                  |          |
| 2021年（令和03年） | 35,066           |                  |          |
| 2022年（令和04年） | 36,996           |                  |          |
| 2023年（令和05年） | 38,083           |                  |          |
| 2024年（令和06年） | 38,633           |                  |          |

## 駅周辺

### 公共
- 横浜市青葉区総合庁舎
  - 青葉区役所
  - 横浜市青葉福祉保健センター
- 横浜市青葉スポーツセンター
- 横浜市青葉公会堂
- 横浜市青葉消防署
- 青葉郵便局
- 市ヶ尾駅前郵便局
- 横浜市ヶ尾郵便局
- 神奈川県青葉警察署
- 横浜地方法務局青葉出張所
- 緑県税事務所
- 緑税務署
- 東名高速道路・首都高速神奈川7号横浜北西線 横浜青葉IC/出入口
- 東京電力パワーグリッド 荏田変電所
- 東急 市が尾変電所
- 稲荷前古墳群
- 市ヶ尾横穴古墳群

### 商業
- 西友市ヶ尾店
- 成城石井市ヶ尾店
- クリエイトSD市ヶ尾店（2号店）：現在残っている店舗の中で最も古い
- セイジョー

### 金融
- きらぼし銀行（旧・国民銀行→八千代銀行）市が尾支店
- 横浜銀行市が尾支店
- みずほ銀行市が尾支店
- 川崎信用金庫市が尾支店

### 学校
- 学校法人桐蔭学園
- 神奈川県立川和高等学校
- 神奈川県立市ヶ尾高等学校

## バス路線

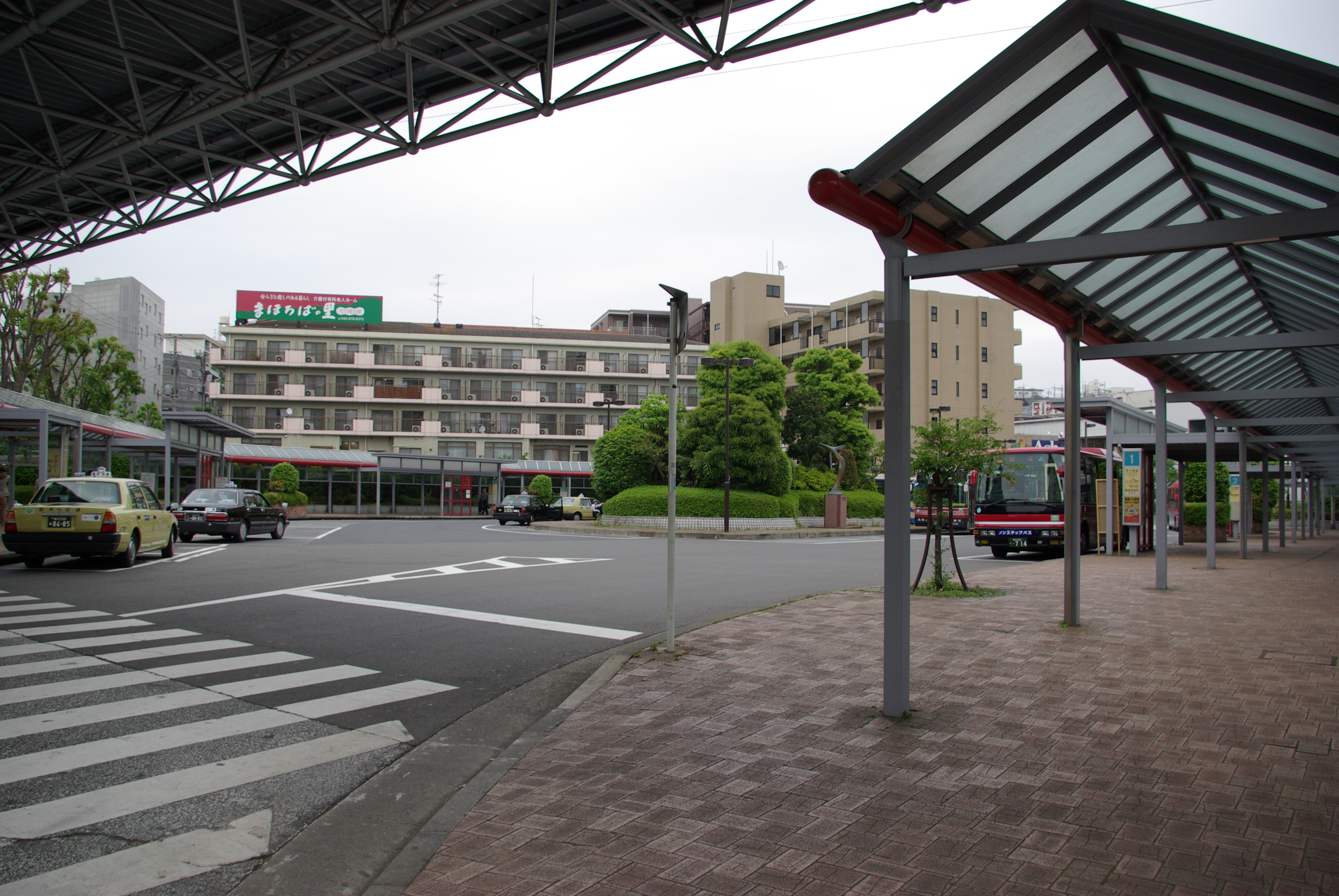
バスターミナル（2007年5月）

停留所名は「市が尾駅」で、駅に隣接してバスターミナルがあり、横浜市営バス、東急バス、小田急バスが周辺各地への路線バスを運行している。2025年1月11日までは神奈川中央交通も乗り入れていた。
| 乗場 | 系統      | 主要経由地                                                                | 行先           | 運行事業者              |
| ---- | --------- | ------------------------------------------------------------------------- | -------------- | ----------------------- |
| 1    | 直行      |                                                                           | 羽田空港       | ■東急 ■京急             |
| 1    | 高速バス  | 御殿場プレミアム・アウトレット・山中湖・富士急ハイランド                  | 河口湖駅       | ■東急 ■フジエクスプレス |
| 1    | 高速バス  | 富士急ハイランド                                                          | 河口湖駅       | ■東急 ■フジエクスプレス |
| 1    | 高速バス  | 河口湖駅                                                                  | 富士山五合目   | ■東急 ■フジエクスプレス |
| 1    | 高速バス  | スノータウンイエティ                                                      | ぐりんぱ       | ■東急 ■フジエクスプレス |
| 2･3  | 降車専用  | 降車専用                                                                  | 降車専用       | 降車専用                |
| 4    |           | （国道246号経由・入庫便）                                                 | 青葉台営業所   | ■東急                   |
| 4    | 306       | 川和高校入口・大丸                                                        | センター南駅   | ■市営                   |
| 4    | 306       | 川和高校入口・都筑ふれあいの丘駅                                          | センター南駅   | ■市営                   |
| 5    | 305       | 川和高校入口・見花山・川和台                                              | 石橋           | ■市営                   |
| 5    | 305       | 川和高校入口・見花山・川和台                                              | 中山駅北口     | ■市営                   |
| 6    | 市61 市62 | 市ヶ尾中学校・天が谷（午前・左回り） 荏田西四丁目・泉田向（午後・右回り） | 【循環】泉田向 | ■東急                   |
| 7    | 市03      | 川和町・梅田橋・小机駅                                                    | 新横浜駅       | ■東急                   |
| 7    | 市43      | 川和町・貝の坂・青砥                                                      | 中山駅北口     | ■東急                   |
| 8    | 市43      | 桐蔭学園入口・鴨志田団地                                                  | 【循環】寺家町 | ■東急                   |
| 8    | 市43      | 桐蔭学園入口・鴨志田団地・日体大・こどもの国                              | 奈良北団地     | ■東急                   |
| 8    | 市44      | 市ケ尾高校・大場町入口                                                    | 市が尾駅       | ■東急                   |
| 8    | 青27      | 桐蔭学園前・成合・桜台                                                    | 青葉台駅       | ■東急                   |
| 9    | 市43      | 桐蔭学園入口                                                              | 鉄町           | ■東急                   |
| 9    | 市43      | 桐蔭学園入口                                                              | 桐蔭学園前     | ■東急                   |
| 9    | 柿23      | 桐蔭学園入口・鉄町・下麻生                                                | 柿生駅北口     | ■小田急                 |
| 10   | 市43      | （直行）                                                                  | 桐蔭学園前     | ■東急                   |
| 10   | 市43      | 桐蔭学園入口                                                              | 桐蔭学園前     | ■東急                   |

## 隣の駅
東急電鉄
 田園都市線
■急行・■準急
通過
■各駅停車
江田駅 (DT17) - 市が尾駅 (DT18) - 藤が丘駅 (DT19)